# Hafizh Syahrin
Hafizh Syahrin (ur. 5 maja 1994 w Selangor) – malezyjski motocyklista.

## Kariera
Jako 9 latek, Syahrin rozpoczął swoją karierę wyścigową w minimoto, był tak utalentowany i utytułowany, że w Malezji zyskał przydomek „król pocket bike'ów”. W 2007, mając 13 lat, dołączył do stawki Mistrzostwa Cup Prix, a 2009 stał pod znakiem dominacji Hafizha, kiedy to brał udział w popularnej serii Underbone. Syahrin wyleciał do Europy w 2010, żeby móc ścigać się z najlepszymi, jako cel obrał prestiżowe Mistrzostwa Hiszpanii CEV i kategorię Moto2, zaskoczył też wielu obserwatorów podczas Grand Prix Malezji, gdy występując gościnnie wywalczył świetne, czwarte miejsce.
Udało mu się zdobyć trzecie miejsce w pucharze CEV (2013) kończąc sezon z dwoma wygranymi, jeszcze pod koniec tego samego roku ogłoszono, że przechodzi do kategorii Moto2 w MMŚ, tam czekał na niego zespół Petronas Raceline Malaysia.

## Statystyki

### Sezony
| Sezon | Klasa | Motocykl | Wyścigi | Wygrane | Podia | PP | NO | Pkt. | Poz. |
| ----- | ----- | -------- | ------- | ------- | ----- | -- | -- | ---- | ---- |
| 2011  | Moto2 | Moriwaki | 1       | 0       | 0     | 0  | 0  | 0    | NC   |
| 2012  | Moto2 | FTR      | 1       | 0       | 1     | 0  | 1  | 16   | 23   |
| 2013  | Moto2 | Kalex    | 4       | 0       | 0     | 0  | 0  | 1    | 29   |
| 2014  | Moto2 | Kalex    | 18      | 0       | 0     | 0  | 0  | 42   | 19   |
| 2015  | Moto2 | Kalex    | 18      | 0       | 0     | 0  | 0  | 64   | 16   |
| 2016  | Moto2 | Kalex    | 5       | 0       | 0     | 0  | 0  | 36*  | 10*  |
| Razem |       |          | 47      | 0       | 1     | 0  | 1  | 159  |      |

* – sezon w trakcie

### Starty
| Sezon | Klasa | Motocykl | 1      | 2      | 3      | 4      | 5      | 6      | 7      | 8      | 9      | 10     | 11     | 12     | 13     | 14     | 15    | 16     | 17      | 18     | Poz. | Pkt. |
| ----- | ----- | -------- | ------ | ------ | ------ | ------ | ------ | ------ | ------ | ------ | ------ | ------ | ------ | ------ | ------ | ------ | ----- | ------ | ------- | ------ | ---- | ---- |
| 2011  | Moto2 | Moriwaki | QAT    | SPA    | POR    | FRA    | CAT    | GBR    | NED    | ITA    | GER    | CZE    | IND    | RSM    | ARA    | JPN    | AUS   | MAL 20 | VAL     |        | NS   | 0    |
| 2012  | Moto2 | FTR      | QAT    | SPA    | POR    | FRA    | CAT    | GBR    | NED    | GER    | ITA    | IND    | CZE    | RSM    | ARA    | JPN    | MAL 3 | AUS    | VAL     |        | 23   | 16   |
| 2013  | Moto2 | Kalex    | QAT    | AME    | SPA    | FRA 21 | ITA    | CAT 18 | NED    | GER    | IND    | CZE    | GBR    | RSM    | ARA    | MAL 15 | AUS   | JPN    | VAL Ret |        | 29   | 1    |
| 2014  | Moto2 | Kalex    | QAT 15 | AME 15 | ARG 20 | SPA 21 | FRA 15 | ITA 25 | CAT NU | NED 10 | GER 18 | IND 7  | CZE 13 | GBR 8  | RSM 20 | ARA 11 | JPN 8 | AUS NU | MAL NU  | VAL 16 | 19   | 42   |
| 2015  | Moto2 | Kalex    | QAT 12 | AME 6  | ARG 10 | SPA 12 | FRA 9  | ITA NU | CAT 14 | NED 15 | GER 16 | IND NU | CZE 14 | GBR 16 | RSM 18 | ARA 7  | JPN 5 | AUS 16 | MAL 8   | VAL NU | 16   | 64   |
| 2016  | Moto2 | Kalex    | QAT 4  | ARG 6  | AME 16 | ESP 11 | FRA 8  | ITA    | CAT    | NED    | GER    | AUT    | CZE    | GBR    | SMR    | ARA    | JPN   | MAL    | AUS     | VAL    | 10*  | 36*  |

* – sezon w trakcie